# Список издательств СССР по кодам
В списке приведены издательства СССР, которым в 1970-х годах Госкомиздатом СССР были присвоены коды при разработке Единой схемы классификации литературы для книгоиздания в СССР. Эта схема была опубликована в 1977 году. 
Коды издательств указывались, в частности, в составе комплексного книготоргового индекса-шифра в выходных сведениях печатных изданий СССР и России до 1995 года. Таким образом, в списке приведены издательства СССР, существовавшие в период с 1970-х по 1991 год. Издательства, которым не были присвоены коды в этой схеме, в дополнении к ней или в следующей её версии, не могут быть включены в список.
| Код | Название                                                              | Описание |
| --- | --------------------------------------------------------------------- | --- |
| 001 | «Высшая школа»                                                        | Издательство союзного подчинения. Код для литературы для вузов и техникумов, см. также код 052. Основано в 1939 году.                                                                      |
| 002 | «Книга»                                                               | Издательство союзного подчинения. Основано в 1964 году. |
| 003 | «Международные отношения»                                             | Издательство союзного подчинения. Основано в 1957 году. |
| 004 | «Мысль»                                                               | Издательство союзного подчинения. Образовано в 1963 году. |
| 005 | «Педагогика»                                                          | Издательство союзного подчинения. Основано в 1969 году. |
| 006 | «Прогресс»                                                            | Издательство союзного подчинения. Основано в 1963 году. Код для литературы на русском языке, см. также код 014.                                                                            |
| 007 | «Советская энциклопедия»                                              | Издательство союзного подчинения. Основано в 1925 году. |
| 008 | «Статистика»                                                          | Издательство союзного подчинения. Основано в 1948 году. С 1981 года — «Финансы и статистика», код 010.                                                                                     |
| 009 | «Физкультура и спорт»                                                 | Издательство союзного подчинения. Основано в 1923 году. |
| 010 | «Финансы»                                                             | Издательство союзного подчинения. Основано в 1924 году. С 1981 года — «Финансы и статистика», код 010.                                                                                     |
| 011 | «Экономика»                                                           | Издательство союзного подчинения. Основано в 1963 году. |
| 012 | «Юридическая литература»                                              | Издательство союзного подчинения. Основано в 1917 году. |
| 014 | «Прогресс»                                                            | Издательство союзного подчинения. Основано в 1963 году. Код для литературы на иностранных языках, см. также код 006.                                                                       |
| 015 | «Русский язык»                                                        | Издательство союзного подчинения. Основано в 1974 году. |
| 023 | «Аврора»                                                              | Издательство союзного подчинения. Основано в 1969 году. |
| 024 | «Изобразительное искусство»                                           | Издательство союзного подчинения. Образовано в 1969 году. |
| 025 | «Искусство»                                                           | Издательство союзного подчинения. Основано в 1938 году. |
| 026 | «Музыка»                                                              | Издательство союзного подчинения. Основано в 1918 году в Москве, название «Музыка» — с 1964 года.                                                                                          |
| 027 | «Планета»                                                             | Издательство союзного подчинения. Основано в 1969 году. |
| 028 | «Художественная литература»                                           | Издательство союзного подчинения. Основано в 1930 году как Государственное издательство художественной литературы.                                                                         |
| 030 | «Радуга»                                                              | Издательство союзного подчинения. Основано в 1982 году. Код для литературы на русском языке.                                                                                               |
| 031 | «Радуга»                                                              | Издательство союзного подчинения. Основано в 1982 году. Код для литературы на иностранных языках.                                                                                          |
| 034 | Атомиздат                                                             | Издательство союзного подчинения. Основано в 1957 году как издательство Главного управления по использованию атомной энергии при Совете Министров СССР.                                    |
| 035 | «Колос»                                                               | Издательство союзного подчинения. Образовано в 1963 году из Сельхозиздата и Заготиздата. С 1985 года — Всесоюзное объединение «Агропромиздат».                                             |
| 036 | «Лёгкая индустрия»                                                    | Издательство союзного подчинения. Образовано в 1963 году из Гизлегпрома и Госбытиздата. С 1985 года — «Лёгкая промышленность и бытовое обслуживание».                                      |
| 037 | «Лесная промышленность»                                               | Издательство союзного подчинения. Создано в 1963 году. |
| 038 | «Машиностроение»                                                      | Издательство союзного подчинения. Основано в 1963 году. |
| 039 | «Медицина»                                                            | Издательство союзного подчинения. Основано в 1918 году как Издательская секция Народного комиссариата здравоохранения РСФСР.                                                               |
| 040 | «Металлургия»                                                         | Издательство союзного подчинения. Основано в 1932 году. |
| 041 | «Мир»                                                                 | Издательство союзного подчинения. Основано в 1946 году как Издательство иностранной литературы. Название «Мир» — с 1964 года. Код для литературы на русском языке, см. также код 056.      |
| 042 | «Наука»                                                               | Издательство союзного подчинения. Основано в 1923 году. |
| 043 | «Недра»                                                               | Издательство союзного подчинения. Создано в 1963 году из издательств Госгортехиздат, Гостоптехиздат, Госгеолтехиздат и Геодезиздат.                                                        |
| 044 | «Пищевая промышленность»                                              | Издательство союзного подчинения. Позднее называлось «Лёгкая промышленность и бытовое обслуживание» — Легпромбытиздат.                                                                     |
| 045 | «Связь»                                                               | Издательство союзного подчинения. |
| 046 | «Советское радио»                                                     | Издательство союзного подчинения. Основано в 1945 году. К 1986 г. переименовано в «Радио и связь»                                                                                          |
| 047 | Стройиздат                                                            | Издательство союзного подчинения. Основано в 1931 году. |
| 048 | «Судостроение»                                                        | Издательство союзного подчинения. Основано в 1940 году как Судпромгиз. |
| 049 | «Транспорт»                                                           | Издательство союзного подчинения. Основано в 1923 году. |
| 050 | «Химия»                                                               | Издательство союзного подчинения. Основано в 1918 году как Научное химико-техническое издательство.                                                                                        |
| 051 | «Энергия»                                                             | Издательство союзного подчинения. В 1986 называлось «Энергоатомиздат». |
| 052 | «Высшая школа»                                                        | Издательство союзного подчинения. Код для литературы для профтехобразования, см. также код 001. Основано в 1939 году.                                                                      |
| 056 | «Мир»                                                                 | Издательство союзного подчинения. Основано в 1946 году как Издательство иностранной литературы. Название «Мир» — с 1964 года. Код для литературы на иностранных языках, см. также код 041. |
| 067 | Издательство Агентства печати «Новости»                               | Издательство союзного подчинения. Сокращенное название — Издательство АПН. Основано в 1963 году.                                                                                           |
| 068 | Воениздат                                                             | Издательство союзного подчинения. Основано в 1919 году. |
| 069 | Гидрометеоиздат                                                       | Издательство союзного подчинения. Основано в 1934 году. |
| 071 | Главное управление геодезии и картографии при Совете Министров СССР   | Издательство союзного подчинения. |
| 072 | Издательство ДОСААФ СССР                                              | Издательство союзного подчинения. Основано в 1951 году. |
| 073 | «Знание»                                                              | Издательство союзного подчинения. Основано в 1951 году. |
| 074 | «Известия»                                                            | Издательство союзного подчинения. Основано в 1927 году. |
| 075 | Издательство Казанского государственного университета                 | Издательство союзного подчинения. Основано в 1958 году. |
| 076 | Издательство Ленинградского государственного университета             | Республиканское издательство РСФСР. Основано в 1939 году. |
| 077 | Издательство Московского государственного университета                | Издательство союзного подчинения. Основано в 1757 году. |
| 078 | «Молодая гвардия»                                                     | Издательство союзного подчинения. Основано в 1922 году в Москве. |
| 079 | Политиздат                                                            | Издательство союзного подчинения. Создано в 1918 году как издательство «Коммунист». |
| 080 | «Правда»                                                              | Издательство союзного подчинения. Образовано в 1929 году. |
| 081 | Профиздат                                                             | Издательство союзного подчинения. Основано в 1930 году. |
| 082 | «Советский композитор»                                                | Издательство союзного подчинения. Основано в 1956 году. |
| 083 | «Советский писатель»                                                  | Издательство союзного подчинения. Основано в 1934 году в Москве. |
| 084 | «Советский художник»                                                  | Издательство союзного подчинения. Основано в 1946 году. |
| 085 | Издательство стандартов                                               | Издательство союзного подчинения. Основано в 1924 году. |
| 089 | «Плакат»                                                              | Издательство союзного подчинения. Основано в 1974 году. (В ЕКЛ-1986 указан код 088) |
| 090 | В/О «Внешторгиздат»                                                   | Издательство союзного подчинения. Основано в 1925 году. |
| 091 | Прейскурантиздат                                                      | Издательство союзного подчинения. Основано в 1971 году. |
| 092 | ВГО «Союзучетиздат»                                                   | Издательство союзного подчинения. |
| 093 | Издательство Университета дружбы народов им. Патриса Лумумбы          | Издательство союзного подчинения. Основано в 1982 году. |
| 099 | «Советский спорт»                                                     | Издательство союзного подчинения. |
| 101 | «Детская литература»                                                  | Республиканское издательство РСФСР. Основано в 1933 году, до 1963 года называлось «Детгиз».                                                                                                |
| 102 | «Малыш»                                                               | Республиканское издательство РСФСР. Создано в 1963 году из издательства «Детский мир», основанного в 1957 году.                                                                            |
| 103 | «Просвещение»                                                         | Республиканское издательство РСФСР. Основано в 1931 году как Учпедгиз. |
| 104 | Россельхозиздат                                                       | Республиканское издательство РСФСР. Основано в 1954 году как Издательство Министерства совхозов СССР, название Россельхозиздат — с 1963 года.                                              |
| 105 | «Советская Россия»                                                    | Республиканское издательство РСФСР. Основано в 1957 году в Москве. |
| 106 | «Современник»                                                         | Республиканское издательство РСФСР. Основано в 1970 году в Москве. |
| 121 | Башкирское издательство                                               | Республиканское издательство РСФСР. Основано в 1919 году. |
| 122 | Бурятское издательство                                                | Республиканское издательство РСФСР. Основано в 1923 году. |
| 123 | Дагестанское издательство                                             | Республиканское издательство РСФСР. Основано в 1921 году. |
| 124 | Дагучпедгиз                                                           | Республиканское издательство РСФСР. |
| 125 | «Эльбрус»                                                             | Республиканское издательство РСФСР. Полное название — Кабардино-Балкарское книжное издательство «Эльбрус». Основано в 1928 году.                                                           |
| 126 | Калмыцкое издательство                                                | Республиканское издательство РСФСР. Основано в 1926 году. |
| 127 | «Карелия»                                                             | Республиканское издательство РСФСР. Создано в 1931 году из издательства «Кирья», основанного в Ленинграде в 1923 году.                                                                     |
| 128 | Коми книжное издательство                                             | Республиканское издательство РСФСР. Основано в 1920 году. |
| 129 | Марийское издательство                                                | Республиканское издательство РСФСР. Основано в 1925 году. |
| 130 | Мордовское издательство                                               | Республиканское издательство РСФСР. Основано в 1932 году. |
| 131 | «Ир»                                                                  | Республиканское издательство РСФСР. Основано в 1923 году. |
| 132 | Татарское издательство                                                | Республиканское издательство РСФСР. Основано в 1919 году. |
| 133 | Тувинское издательство                                                | Республиканское издательство РСФСР. Основано в 1930 году. |
| 134 | «Удмуртия»                                                            | Республиканское издательство РСФСР. Основано в 1920 году. |
| 135 | Чечено-Ингушское издательство                                         | Республиканское издательство РСФСР. Основано в 1926 году. |
| 136 | Чувашское издательство                                                | Республиканское издательство РСФСР. Основано в 1920 году. |
| 137 | Якутское издательство                                                 | Республиканское издательство РСФСР. Основано в 1926 году. |
| 138 | Алтайское издательство                                                | Республиканское издательство РСФСР. Основано в 1947 году. |
| 139 | Верхне-Волжское издательство                                          | Республиканское издательство РСФСР. Основано в 1936 году как Ярославское областное издательство. Название Верхне-Волжское книжное издательство — с 1963 года.                              |
| 140 | Волго-Вятское издательство                                            | Республиканское издательство РСФСР. Основано в 1921 году как Нижгубиздат. |
| 141 | Восточно-Сибирское издательство                                       | Республиканское издательство РСФСР. Основано в 1931 году. |
| 142 | Дальневосточное издательство                                          | Республиканское издательство РСФСР. Создано в 1963 году из Приморского книжного издательства, основанного в 1945 году.                                                                     |
| 143 | Западно-Сибирское издательство                                        | Республиканское издательство РСФСР. Основано в 1920 году как Сибгосиздат, с 1985 года — Новосибирское книжное издательство.                                                                |
| 144 | Калининградское издательство                                          | Республиканское издательство РСФСР. Основано в 1957 году. |
| 145 | Кемеровское издательство                                              | Республиканское издательство РСФСР. Основано в 1946 году. |
| 146 | Краснодарское издательство                                            | Республиканское издательство РСФСР. Создано в 1963 году из Краснодарского краевого книжно-журнального издательства, основанного в 1938 году.                                               |
| 147 | Красноярское издательство                                             | Республиканское издательство РСФСР. Основано в 1963 году. |
| 148 | Куйбышевское издательство                                             | Республиканское издательство РСФСР. Основано в 1918 году. |
| 149 | Магаданское издательство                                              | Республиканское издательство РСФСР. Основано в 1954 году. |
| 150 | Мурманское издательство                                               | Республиканское издательство РСФСР. Основано в 1958 году. |
| 151 | Нижне-Волжское издательство                                           | Республиканское издательство РСФСР. Основано в 1935 году. |
| 152 | Пермское издательство                                                 | Республиканское издательство РСФСР. Основано в 1939 году. |
| 153 | Приволжское издательство                                              | Республиканское издательство РСФСР. Основано в 1963 году. |
| 154 | Приокское издательство                                                | Республиканское издательство РСФСР. Основано в 1963 году. |
| 156 | Ростовское издательство                                               | Республиканское издательство РСФСР. Основано в 1920 году. |
| 157 | Северо-Западное издательство                                          | Республиканское издательство РСФСР. Основано в 1963 году. |
| 158 | Средне-Уральское издательство                                         | Республиканское издательство РСФСР. Создано в 1963 году из Свердловского областного издательства, основанного в 1920 году.                                                                 |
| 159 | Ставропольское издательство                                           | Республиканское издательство РСФСР. Основано в 1934 году. |
| 160 | Хабаровское издательство                                              | Республиканское издательство РСФСР. Создано в 1923 году. |
| 161 | Центрально-Чернозёмное издательство                                   | Республиканское издательство РСФСР. Создано в 1963 году из Воронежского книжного издательства, основанного в 1920 году.                                                                    |
| 162 | Южно-Уральское издательство                                           | Республиканское издательство РСФСР. Основано в 1963 году. |
| 163 | Омское издательство                                                   | Республиканское издательство РСФСР. Основано в 1920 году. |
| 171 | Лениздат                                                              | Республиканское издательство РСФСР. Основано в 1917 году. |
| 172 | «Московский рабочий»                                                  | Республиканское издательство РСФСР. Основано в 1922 году в Москве. |
| 173 | «Художник РСФСР»                                                      | Республиканское издательство РСФСР. Основано в 1958 году в Ленинграде |
| 174 | Издательство Воронежского государственного университета               | Республиканское издательство РСФСР. Основано в 1958 году. |
| 175 | Издательство Ростовского государственного университета                | Республиканское издательство РСФСР. |
| 176 | Издательство Саратовского государственного университета               | Республиканское издательство РСФСР. Основано в 1958 году. |
| 177 | Издательство Томского государственного университета                   | Республиканское издательство РСФСР. Основано в 1955 году. |
| 178 | Издательство Красноярского государственного университета              | Республиканское издательство РСФСР. Основано в 1982 году. |
| 179 | Издательство Иркутского государственного университета                 | Республиканское издательство РСФСР. Основано в 1982 году. |
| 180 | Издательство Дальневосточного государственного университета           | Республиканское издательство РСФСР. Основано в 1982 году. |
| 181 | Томское издательство                                                  | Республиканское издательство РСФСР. |
| 182 | Издательство Уральского государственного университета                 | Республиканское издательство РСФСР. |
| 201 | Политиздат Украины                                                    | Республиканское издательство Украинской ССР. Основано в 1922 году. |
| 202 | «Техніка»                                                             | Республиканское издательство Украинской ССР. Основано в 1930 году. |
| 203 | «Будівельник»                                                         | Республиканское издательство Украинской ССР. Основано в 1947 году. |
| 204 | «Урожай»                                                              | Республиканское издательство Украинской ССР. Основано в 1925 году. |
| 205 | «Дніпро»                                                              | Республиканское издательство Украинской ССР. Основано в 1919 году. |
| 206 | «Веселка»                                                             | Республиканское издательство Украинской ССР. Основано в 1934 году как Детиздат УССР. Название «Веселка» — с 1964 года.                                                                     |
| 207 | «Мистецтво»                                                           | Республиканское издательство Украинской ССР. Основано в 1932 году. |
| 208 | «Музична Україна»                                                     | Республиканское издательство Украинской ССР. Основано в 1966 году. |
| 209 | «Здоров'я»                                                            | Республиканское издательство Украинской ССР. Основано в 1922 году. |
| 210 | «Радянська школа»                                                     | Республиканское издательство Украинской ССР. Основано в 1919 году. |
| 211 | «Вища школа»                                                          | Республиканское издательство Украинской ССР. Основано в 1973 году. |
| 212 | «Реклама»                                                             | Республиканское издательство Украинской ССР. Основано в 1964 году. |
| 213 | «Донбасс»                                                             | Республиканское издательство Украинской ССР. Основано в 1922 году. |
| 214 | «Каменяр»                                                             | Республиканское издательство Украинской ССР. Основано в 1940 году. |
| 215 | «Карпати»                                                             | Республиканское издательство Украинской ССР. Основано в 1945 году. |
| 216 | «Таврия»                                                              | Республиканское издательство Украинской ССР. Основано в 1921 году. |
| 217 | «Маяк»                                                                | Республиканское издательство Украинской ССР. Основано в 1959 году. Название «Маяк» — с 1964 года.                                                                                          |
| 218 | «Прапор»                                                              | Республиканское издательство Украинской ССР. Основано в 1945 году. |
| 219 | «Промінь»                                                             | Республиканское издательство Украинской ССР. Основано в 1964 году. |
| 221 | «Наукова думка»                                                       | Республиканское издательство Украинской ССР. Основано в 1922 году. |
| 222 | Издательство Главной редакции Украинской советской энциклопедии (УРЭ) | Республиканское издательство Украинской ССР. Основано в 1957 году. |
| 223 | «Радянський письменник»                                               | Республиканское издательство Украинской ССР. Основано в 1939 году. |
| 224 | Издательство Киевского государственного университета                  | Республиканское издательство Украинской ССР. |
| 225 | Издательство Львовского государственного университета                 | Республиканское издательство Украинской ССР. |
| 226 | Издательство Харьковского государственного университета               | Республиканское издательство Украинской ССР. |
| 228 | «Молодь»                                                              | Республиканское издательство Украинской ССР. Основано в 1923 году. |
| 301 | «Беларусь»                                                            | Республиканское издательство Белорусской ССР. Основано в 1921 году. |
| 302 | «Мастацкая літаратура»                                                | Республиканское издательство Белорусской ССР. Основано в 1972 году. |
| 303 | «Народная асвета»                                                     | Республиканское издательство Белорусской ССР. Основано в 1951 году. |
| 304 | «Вышэйшая школа»                                                      | Республиканское издательство Белорусской ССР. Основано в 1954 году. |
| 305 | «Ураджай»                                                             | Республиканское издательство Белорусской ССР. Основано в 1961 году. |
| 306 | «Полымя»                                                              | Республиканское издательство Белорусской ССР. Основано в 1949 году. |
| 307 | «Юнацтва»                                                             | Республиканское издательство Белорусской ССР. Основано в 1981 году. |
| 316 | «Наука и техника»                                                     | Республиканское издательство Белорусской ССР. Основано в 1924 году. |
| 317 | Издательство Белорусского государственного университета               | Республиканское издательство Белорусской ССР. Основано в 1967 году. |
| 318 | «Белорусская советская энциклопедия»                                  | Республиканское издательство Белорусской ССР. Основано в 1966 году. |
| 351 | «Узбекистан»                                                          | Республиканское издательство Узбекской ССР. Основано в 1925 году как Государственное издательство Узбекской ССР.                                                                           |
| 352 | Издательство литературы и искусства имени Гафура Гуляма               | Республиканское издательство Узбекской ССР. Основано в 1956 году. |
| 353 | «Укитувчи»                                                            | Республиканское издательство Узбекской ССР. Основано в 1930 году. Название «Укитувчи» — с 1968 года.                                                                                       |
| 354 | «Медицина»                                                            | Республиканское издательство Узбекской ССР. Основано в 1958 году. |
| 355 | «Фан»                                                                 | Республиканское издательство Узбекской ССР. Основано в 1935 году. Название «Фан» — с 1966 года.                                                                                            |
| 356 | «Ёш гвардия»                                                          | Республиканское издательство Узбекской ССР. Основано в 1960 году. |
| 357 | «Каракалпакстан»                                                      | Республиканское издательство Узбекской ССР. Основано в 1928 году. |
| 358 | Главная редакция Узбекской советской энциклопедии                     | Республиканское издательство Узбекской ССР. Основано в 1968 году. |
| 359 | «Мехнат»                                                              | Республиканское издательство Узбекской ССР. Основано в 1985 году. |
| 360 | «Юлдузча»                                                             | Республиканское издательство Узбекской ССР. |
| 401 | «Казахстан»                                                           | Республиканское издательство Казахской ССР. Основано в 1920 году. |
| 402 | «Жазушы»                                                              | Республиканское издательство Казахской ССР. Основано в 1933 году. |
| 403 | «Кайнар»                                                              | Республиканское издательство Казахской ССР. Основано в 1962 году. |
| 404 | «Мектеп»                                                              | Республиканское издательство Казахской ССР. Основано в 1947 году. Название «Мектеп» — с 1974 года.                                                                                         |
| 406 | Издательство Главной редакции Казахской советской энциклопедии        | Республиканское издательство Казахской ССР. Основано в 1968 году. |
| 407 | «Наука»                                                               | Республиканское издательство Казахской ССР. Основано в 1946 году. |
| 408 | «Жалын»                                                               | Республиканское издательство Казахской ССР. |
| 409 | «Онер»                                                                | Республиканское издательство Казахской ССР. |
| 451 | «Кыргызстан»                                                          | Республиканское издательство Киргизской ССР. Основано в 1926 году. |
| 452 | «Мектеп»                                                              | Республиканское издательство Киргизской ССР. Основано в 1953 году. Название «Мектеп» — с 1963 года.                                                                                        |
| 453 | «Илим»                                                                | Республиканское издательство Киргизской ССР. Основано в 1954 году. |
| 454 | Главная редакция Киргизской советской энциклопедии                    | Республиканское издательство Киргизской ССР. Основано в 1968 году. |
| 501 | «Ирфон»                                                               | Республиканское издательство Таджикской ССР. Основано в 1925 году. |
| 502 | «Дониш»                                                               | Республиканское издательство Таджикской ССР. Основано в 1951 году. |
| 504 | «Маориф»                                                              | Республиканское издательство Таджикской ССР. Основано в 1975 году. |
| 505 | Главная научная редакция Таджикской советской энциклопедии            | Республиканское издательство Таджикской ССР. Основано в 1968 году. |
| 551 | «Туркменистан»                                                        | Республиканское издательство Туркменской ССР. Основано в 1925 году. |
| 552 | «Магарыф»                                                             | Республиканское издательство Туркменской ССР. Основано в 1976 году. |
| 553 | Главная редакция Туркменской советской энциклопедии                   | Республиканское издательство Туркменской ССР. Основано в 1969 году. |
| 561 | «Ылым»                                                                | Республиканское издательство Туркменской ССР. Основано в 1952 году. Название «Ылым» — с 1966 года.                                                                                         |
| 601 | «Сабчота Сакартвело»                                                  | Республиканское издательство Грузинской ССР. Основано в 1921 году как «Сахелгами». Название «Сабчота Сакартвело» — с 1957 года.                                                            |
| 602 | «Ганатлеба»                                                           | Республиканское издательство Грузинской ССР. Основано в 1957 году. |
| 603 | «Накадули»                                                            | Республиканское издательство Грузинской ССР. Основано в 1938 году. Название «Накадули» — с 1959 года.                                                                                      |
| 604 | «Мерани»                                                              | Республиканское издательство Грузинской ССР. Основано в 1924 году. |
| 605 | «Хеловнеба»                                                           | Республиканское издательство Грузинской ССР. Основано в 1969 году. |
| 606 | Главная редакция Грузинской советской энциклопедии                    | Республиканское издательство Грузинской ССР. |
| 607 | «Мецниереба»                                                          | Республиканское издательство Грузинской ССР. Основано в 1941 году. Название «Мецниереба» — с 1964 года.                                                                                    |
| 608 | Издательство Тбилисского государственного университета                | Республиканское издательство Грузинской ССР. Основано в 1933 году. |
| 621 | «Сабчота Аджара»                                                      | Республиканское издательство Грузинской ССР. Основано в 1968 году. |
| 622 | «Ирыстон»                                                             | Республиканское издательство Грузинской ССР. Основано в 1924 году. |
| 623 | «Алашара»                                                             | Республиканское издательство Грузинской ССР. Основано в 1964 году. |
| 651 | «Азернешр»                                                            | Республиканское издательство Азербайджанской ССР. Основано в 1920 году. Название «Азернешр» — с 1936 года.                                                                                 |
| 652 | «Маариф»                                                              | Республиканское издательство Азербайджанской ССР. Основано в 1960 году. Название «Маариф» — с 1965 года.                                                                                   |
| 653 | «Гянджлик»                                                            | Республиканское издательство Азербайджанской ССР. Основано в 1967 году. |
| 654 | «Ишыг»                                                                | Республиканское издательство Азербайджанской ССР. Основано в 1968 году. |
| 655 | «Элм»                                                                 | Республиканское издательство Азербайджанской ССР. Основано в 1939 году. Название «Элм» — с 1969 года.                                                                                      |
| 656 | «Язычы»                                                               | Республиканское издательство Азербайджанской ССР. Основано в 1978 году. |
| 657 | Главная редакция Азербайджанской советской энциклопедии               | Республиканское издательство Азербайджанской ССР. Основано в 1965 году. |
| 701 | «Айастан»                                                             | Республиканское издательство Армянской ССР. Основано в 1921 году. Название «Айастан» — с 1976 года.                                                                                        |
| 702 | «Луйс»                                                                | Республиканское издательство Армянской ССР. Основано в 1955 году. Название «Луйс» — с 1964 года.                                                                                           |
| 703 | Издательство Академии наук Армянской ССР                              | Республиканское издательство Армянской ССР. Основано в 1936 году. |
| 704 | Издательство Ереванского государственного университета                | Республиканское издательство Армянской ССР. Основано в 1927 году. |
| 705 | «Советакан грох»                                                      | Республиканское издательство Армянской ССР. Основано в 1976 году. |
| 706 | Главная редакция Армянской советской энциклопедии                     | Республиканское издательство Армянской ССР. |
| 707 | «Аревик»                                                              | Республиканское издательство Армянской ССР. |
| 751 | «Картя Молдовеняскэ»                                                  | Республиканское издательство Молдавской ССР. Основано в 1924 году. Название «Картя Молдовеняскэ» — с 1957 года.                                                                            |
| 752 | «Лумина»                                                              | Республиканское издательство Молдавской ССР. Основано в 1966 году. |
| 753 | «Тимпул»                                                              | Республиканское издательство Молдавской ССР. Основано в 1976 году. |
| 755 | «Штиинца»                                                             | Республиканское издательство Молдавской ССР. Основано в 1958 году. |
| 756 | «Литература артистикэ»                                                | Республиканское издательство Молдавской ССР. Основано в 1977 году. |
| 757 | Главная редакция Молдавской советской энциклопедии                    | Республиканское издательство Молдавской ССР. Основано в 1967 году. |
| 801 | «Лиесма»                                                              | Республиканское издательство Латвийской ССР. Основано в 1940 году. Название «Лиесма» — с 1965 года.                                                                                        |
| 802 | «Звайгне»                                                             | Республиканское издательство Латвийской ССР. Основано в 1966 году. |
| 803 | «Авотс»                                                               | Республиканское издательство Латвийской ССР. Основано в 1980 году. |
| 804 | Главная редакция Латвийской советской энциклопедии                    | Республиканское издательство Латвийской ССР. Также называлось Главная редакция энциклопедий Латвийской ССР. Основано в 1963 году.                                                          |
| 811 | «Зинатне»                                                             | Республиканское издательство Латвийской ССР. Основано в 1951 году. Название «Зинатне» — с 1965 года.                                                                                       |
| 851 | «Минтис»                                                              | Республиканское издательство Литовской ССР. Основано в 1940 году. Название «Минтис» — с 1964 года.                                                                                         |
| 852 | «Вага»                                                                | Республиканское издательство Литовской ССР. Основано в 1945 году. Название «Вага» — с 1964 года.                                                                                           |
| 853 | «Швиеса»                                                              | Республиканское издательство Литовской ССР. Основано в 1945 году. Название «Швиеса» — с 1964 года.                                                                                         |
| 854 | «Мокслас»                                                             | Республиканское издательство Литовской ССР. Основано в 1975 году. |
| 855 | Издательство Главной редакции Литовской советской энциклопедии        | Республиканское издательство Литовской ССР. Также называлось Главная редакция энциклопедий Литовской ССР. Основано в 1957 году.                                                            |
| 856 | «Витурис»                                                             | Республиканское издательство Литовской ССР. Основано в 1984 году. |
| 901 | «Ээсти Раамат»                                                        | Республиканское издательство Эстонской ССР. Основано в 1940 году. |
| 902 | «Валгус»                                                              | Республиканское издательство Эстонской ССР. Основано в 1965 году. |
| 903 | Главная редакция Эстонской советской энциклопедии                     | Республиканское издательство Эстонской ССР. |
| 904 | «Периодика»                                                           | Республиканское издательство Эстонской ССР. Основано в 1940 году. Название «Периодика» — с 1964 года.                                                                                      |
| 905 | «Кунст»                                                               | Республиканское издательство Эстонской ССР. Основано в 1957 году. |